# Суховерхово (Вологодская область)
Суховерхово — деревня в Кирилловском районе Вологодской области.
Входит в состав Ферапонтовского сельского поселения (с 1 января 2006 года по 13 апреля 2009 года входила в Суховерховское сельское поселение), с точки зрения административно-территориального деления — центр Суховерховского сельсовета.
Расстояние до районного центра Кириллова по автодороге — 7 км, до центра муниципального образования Ферапонтово по прямой — 12 км. Ближайшие населённые пункты — Кленовицы, Колдома, Малое Зауломское.
По переписи 2002 года население — 128 человек (59 мужчин, 69 женщин). Преобладающая национальность — русские (97 %).